# Тукита (Хасавюртовский район)
Тукита (карат. ТIук'а) — село в Хасавюртовском районе Дагестана. Образует муниципальное образование село Тукита со статусом сельского поселения как единственный населённый пункт в его составе.

## География
Село расположено к северу от районного центра города Хасавюрт.
Ближайшие населённые пункты. на северо-востоке — село Камыш-Кутан, на северо-западе — сёла Дзержинское и Уцмиюрт, на юго-западе — сёла Чагаротар и Ново-Гагатли, на юго-востоке — сёла Адильотар и Кадыротар.

## Население
| 1970  | 1970  | 1989  | 2002  | 2010 | 2012 | 2013 |
| ----- | ----- | ----- | ----- | ---- | ---- | ---- |
| 456   | ↘266  | ↗524  | ↗614  | ↘588 | ↗675 | ↘609 |
| 2014  | 2015  | 2016  | 2017  | 2018 | 2019 | 2020 |
| ↗673  | ↗702  | ↗713  | ↗741  | ↗753 | ↗782 | ↗800 |
| 2021  | 2023  | 2024  | 2025  |      |      |      |
| ↗1320 | ↗1338 | ↗1354 | ↗1356 |      |      |      |

Тукита - переселенческое каратинское село в Хасавюртовском районе, которые говорят на тукитском диалекте каратинского языка. 